# Бадија I (Кјети)
Бадија I (итал. Badia I) је насеље у Италији у округу Кјети, региону Абруцо.
Према процени из 2011. у насељу је живело 11 становника. Насеље се налази на надморској висини од 601 м.